# Distrikty v Portugalsku
Toto je seznam portugalských distriktů podle nejvyššího bodu. Do seznamu jsou zahrnuty i dva autonomní regiony (Azory a Madeira).

## Tabulka

| Pořadí | Distrikt / Region | Nejvyšší bod   | Výška (m) |
| ------ | ----------------- | -------------- | --------- |
| 1      | Azory             | Ponta do Pico  | 2351      |
| 2      | Castelo Branco    | Torre          | 1993      |
| 3      | Guarda            | Torre          | 1993      |
| 4      | Madeira           | Pico Ruivo     | 1862      |
| 5      | Vila Real         | Pico da Nevosa | 1546      |
| 6      | Braga             | Pico Carris    | 1537      |
| 7      | Coimbra           | Açor Sur       | 1418      |
| 8      | Viana do Castelo  | Pedrada        | 1416      |
| 9      | Porto             | Marão          | 1415      |
| 10     | Viseu             | Montemuro      | 1381      |
| 11     | Bragança          | Nogueira       | 1319      |
| 12     | Leiria            | Alto de Trevim | 1202      |
| 13     | Aveiro            | Chãs           | 1119      |
| 14     | Portalegre        | Serra Mamede   | 1025      |
| 15     | Faro              | Foia           | 902       |
| 16     | Santarém          | Aire           | 678       |
| 17     | Lisabon           | Montejunto     | 666       |
| 18     | Évora             | São Gens       | 653       |
| 19     | Beja              | Mu             | 578       |
| 20     | Setúbal           | Formosinho     | 501       |